# Die Tänzerin von Sanssouci
Die Tänzerin von Sanssouci ist ein deutscher Spielfilm von Friedrich Zelnik aus dem Jahre 1932 mit Otto Gebühr in seiner Paraderolle als Friedrich der Große. Er gehört in die Reihe der Fridericus-Rex-Filme.

## Handlung
Preußenkönig Friedrich II. möchte die Tänzerin Barberina, die bereits in Italien und England große Erfolge feiern konnte, unbedingt an das Berliner Opernhaus verpflichten. Die Italienerin ist jedoch alles andere als begeistert und weigert sich, dem Ruf nach Preußen zu folgen. So lässt Friedrich sie kurzerhand in Begleitung seiner Soldaten mit Nachdruck nach Potsdam eskortieren. Rasch, so scheint es, ist sein Herz für die südländische Schönheit entflammt, und die Tänzerin will sich nun bald auch nicht länger seinem Wunsch verschließen, an der Oper aufzutreten. Der König überschüttet Signorina Campanini mit Aufmerksamkeiten, lädt sie zum Souper ein und besucht jede ihrer Vorstellungen. Doch sein Handeln wird längst nicht nur von amourösen Erwägungen geleitet, vielmehr will er seine möglichen Gegner im Irrglauben belassen, dass er jetzt, wo er sich ganz dieser Dame widmet, in politischen und Kriegsgeschäften weit weniger aufmerksam ist.
Barberina bleibt nicht unbeeindruckt von den Bemühungen des Königs und warnt ihn eines Tages vor den Machenschaften des finsteren Grafen Cagliostro, eines früheren Liebhabers, der plant, die preußischen Aufmarschpläne an sich zu bringen, um diese dann an die gegnerischen Österreicher zu verschachern. Dem König ist aber Cagliostros Aktivität schon bekannt, da ihn bereits sein Geheimschreiber Möller diesbezüglich instruiert hat. Friedrich der Große übertölpelt im Zusammenspiel mit Leopold von Anhalt-Dessau, dem alten Dessauer, die Österreicher bei Lissa und nimmt den gesamten österreichischen Generalstab gefangen, ohne dass nur ein Schuss fällt. 
Während sich der König den Staats- und Kriegsgeschäften zu widmen hat, ist daheim in Berlin die Barberina abtrünnig geworden: sie hat sich in den Geheimrat Baron von Cocceji verliebt und will mit diesem nach einem Konzert anlässlich der Rückkehr des Königs, an dem auch der alte Meister Johann Sebastian Bach mitwirkt, ins Ausland fliehen. Noch einmal tritt die Barberina vor seiner Majestät auf, provoziert ihn aber derart ostentativ, dass Friedrich II. sich genötigt fühlt, sie coram publico zurechtzuweisen. Diese ist bereits im Aufbruch begriffen, als Friedrich seiner Tänzerin von Sanssouci einen Besuch abstattet. Es kommt zu einer versöhnenden Aussprache. Der König sieht ein, dass er die erblühende Liebe zwischen ihr und dem Baron nicht unterbinden kann, gibt für diese Verbindung seinen Segen und bleibt allein zurück.

## Produktionsnotizen
Die Tänzerin von Sanssouci entstand zwischen dem 25. April und dem 12. Mai 1932 in den D.L.S. Ateliers von Staaken. Der Film besaß neun Akte und war 2550 Meter lang. Die Zensur gab ihn am 1. August 1932 für die Jugend frei. Die Uraufführung erfolgte am 8. September 1932 in Stuttgart und Dresden. In Berlin konnte man Die Tänzerin von Sanssouci erstmals am 16. September 1932 im Ufa-Palast am Zoo sehen.
Fred Lyssa war Produktionsleiter, Ernst Garden Aufnahmeleiter. Die Filmbauten stammen aus den Händen von Leopold Blonder und Willy Schiller. Eugen Hrich sorgte für den Ton. Als militärischer Berater diente Hauptmann a. D. Erich von Gomlicki.
Hugo Fischer-Köppe war der Sprecher des Prologs, Leo Monosson sorgte für die Gesangseinlagen.
Für die altgediente Drehbuchautorin Fanny Carlsen, die auch einen Liedtext beigesteuert hat, war dies nicht nur der letzte Film, sondern zugleich ihr einziger Tonfilm. Sie verschwand mit dem Machtantritt der Nationalsozialisten 1933 komplett aus dem Blickfeld der Öffentlichkeit und emigrierte wenige Jahre später nach Frankreich.
Folgende Musiktitel wurden eingespielt:
- Bänkellied: Wer ist schön wie Aphrodite?
- Flötenserenade
- Gavotte: Barberina, Du verlangst nicht wenig
- Parademarsch der langen Kerls
- Willst Du ein bißchen Glück an mich verschwenden (Musik: Roland, Text: Carlsen)

Diese Musiktitel erschienen in den Verlagen Alrobi-Musikverlag, Berlin, und Lyra-Verlag, Berlin.

## Historischer Hintergrund und Wissenswertes
- Barbara Campanini (1721–1799), eine der bedeutendsten Tänzerinnen des 18. Jahrhunderts, debütierte auf deutschem Boden 1744 an der preußischen Hofoper. Sie lebte bis zu ihrem Tod zumeist in Preußen. Im Werben um Campaninis Gunst blieb der preußische Adelige Baron Karl Ludwig von Cocceji der Sieger.
- Für Otto Gebühr war dies nach Das Flötenkonzert von Sans-souci der zweite Tonfilm, in dem er als Preußenkönig Friedrich der Große auftrat.
- Das Verhältnis der Barberina zu Friedrich II. wird auch in den Filmen Die Tänzerin Barberina (1920) und Die Mühle von Sanssouci (1925/1926) thematisiert.  Im ersten spielte Lyda Salmonova, im zweiten Olga Tschechowa die Barberina.

## Kritiken
„Große Momente Otto Gebührs (…) Lil Dagover eine wahrhaft königliche Tänzerin.“

„Ein paar heitere Stunden zu vermitteln versteht dieser Film ganz ausgezeichnet.“

„Die zahllosen Episoden, die die Annalen Friedrichs des Großen verzeichnen, lassen sich immer wieder szenisch variieren, und der Regisseur Friedrich Zelnik hat dann in „Die Tänzerin von Sanssouci“ auch so ziemlich alles zusammengetragen, was den Charakter dieses Preußenkönigs kennzeichnet. (…) Otto Gebühr, der wieder den Friedrich spielt, hat in Maske, Gestalt und Geste verblüffende Ähnlichkeit mit den Bildern, die uns vom König überliefert sind. Lil Dagover bringt nur Schönheit und Eleganz mit. Ihr Spiel ist von gekünstelter Kälte. Eine internationale Tänzerin, der sich Könige in Preußen, Italien und England zu Füßen legen, sollte zum allermindesten tanzen können. Es bleibt bei der Dagover jedoch nur bei einigen rhythmischen Gehversuchen.“